# Everett Barksdale
Everett Barksdale (* 28. April 1910 in Detroit; † 29. Januar 1986 in Inglewood, Kalifornien) war ein US-amerikanischer Jazzgitarrist des Swing.

## Leben und Wirken
Everett Barksdale lernte zunächst Altsaxophon, Gitarre und Bass. Er zog nach Chicago und begann seine Karriere in den frühen 1930er Jahren bei Erskine Tate. Danach spielte er bei Eddie South, später bei Benny Carter. In den 1940er Jahren ließ sich Barksdale in New York nieder und teilte seine beruflichen Aktivitäten auf in das Spiel mit kleineren Jazzcombos in Clubs (u. a. mit dem Pianisten Benny Payne) und der Arbeit als Studiomusiker; so war er von 1942 bis 1944 für den Radiosender CBS beschäftigt. Bis in die 1950er Jahre arbeitete er mit dem Produzenten Joe Davis zusammen und wirkte an Aufnahmen von Vokalgruppen wie The Blenders und The Clovers mit. Außerdem war er Begleitmusiker für Maxine Sullivan und Dean Barlow. Wie sein Kollege, der Bassist Milton Hinton, mit dem er oft zusammenarbeitete, wurde Barksdale nun oft als geschätzter Rhythmusgitarrist für Studio-Sessions in den verschiedensten musikalischen Bereichen angefragt, von Doo-Wop, Rhythm and Blues, frühem Rock ’n’ Roll bis hin zu Popmusik. So lieferte er den Blueslick für den Hit Love Is Strange von Mickey & Sylvia.
Ende der 1940er Jahre hatte er die Gelegenheit, Tiny Grimes im Trio des Pianisten Art Tatum abzulösen. Zusammen mit dem Bassisten Slam Stewart wurde die Formation zu einer der legendärsten Jazztrios der damaligen Zeit. Bis 1955 arbeitete er bei Art Tatum; 1956 war er als musikalischer Leiter und Arrangeur mit Billy Kelly und den Ink Spots in Europa und Kanada auf Tournee. 1956 arbeitete er wieder bei Tatum; nach dessen Tod war er u. a. 1958/59 beim Sender American Broadcasting Company in der Studioband beschäftigt. Hier wirkte er an Einspielungen von Lena Horne, Sammy Davis Jr. und Sarah Vaughan mit. Gelegentlich nahm er auch an Jazz-Aufnahmesessions teil, wie mit Buddy Tate 1958/59. In den 1970er Jahren war er noch als gefragter Studiomusiker in Kalifornien tätig, bevor er sich Ende des Jahrzehnts zur Ruhe setzte.
Barksdale wirkte außerdem an Aufnahmen von Henry Red Allen, Louis Armstrong, Chet Baker, Sidney Bechet, Benny Carter, Chris Connor, Al Hirt, Johnny Hodges, Billie Holiday, Rex Stewart, Edmond Hall und Jimmy Rushing mit.

## Auswahldiskographie
- Louis Armstrong: Louis Armstrong And The Angels / Louis And The Good Book (Universal, 1957–58)
- Chet Baker: Verve Jazz Masters 32 (Verve, 1955–65), Baker's Holiday (Emarcy, 1965)
- Sidney Bechet: 1941-1944 (Classics)
- Benny Carter: 1940-1941 (Classics)
- Edmond Hall: 1944-1945 (Classics)
- Johnny Hodges: Jazz Masters 35 (Verve, 1951–67)
- Billie Holiday: The Complete Original Decca Recordings (GRP, 1944–1950)[2]
- Jimmy Rushing And The Buck Clyton All-Stars: Jimmy Rushing and the Smith Girls (CBS/Fresh Sound, 1960)
- Maxine Sullivan: 1941-1946 (Classics)
- Art Tatum: The Complete Capitol Recordings of Art Tatum (Capitol, 1949–52)
- Eddie South: 1923-1937 (Classics)